# ルーキーショー・愛はかげろう
『ルーキーショー・愛はかげろう』（ルーキーショー・あいはかげろう）は、1992年4月4日から同年9月26日までTBS日曜未明枠のオムニバスバラエティ番組『星期六我家的電視 日曜早朝枠』で放送されていた恋愛バラエティ番組。放送時間は毎週日曜 03:00 - 04:59（日本標準時）。

## 概要
前番組『ますこっとたわー』のリニューアル版。この中で出演者だった3人が進行していたミニコーナーのタイトル（ルー大柴、きたろう、翔のそれぞれ頭文字から取られた）がそのままこちらの番組名となった（タイトル表記は「LOO KEE SHOW!」）。企画の大幅変更に伴い、前番組ではルー大柴とのコンビで司会を務めていたちはるは降板した。
本番組のメインはお見合い企画であり、毎回会社社長や芸能人等の独身男性1名が登場し、ゲーム形式で勝ち抜いた若手モデルやアイドルなどの独身女性1名との公開見合いを行うもの。これ以外にも、前番組からの路線を一部引き継ぎ、アイドル歌手数組が出演しての歌やインタビューのコーナー、MC3人の雑談コーナーなどが番組冒頭や中間に入れられていた。
『SUPER WEEKEND LIVE 土曜深夜族』から続いたTBS日曜未明枠番組の最終作である。
なお、この番組をはじめとして、生放送および収録に使用してきた日比谷シャンテのTBSスタジオは、その後平日昼の生番組『わいど!ウォッチャー』や関東ローカルのミニ番組（『THE BACKSTAGE おしえてア・ゲ・ル』など）収録などに使われたのち、1994年10月から稼動した新本社への機能集約に伴い、廃止・撤収された（土曜深夜、平日正午枠など日比谷シャンテスタジオでの番組制作に特化した「日比谷制作室」も同時に廃止された）。

## 出演者

### 司会
- ルー大柴

### レギュラー
- きたろう（シティボーイズ）
- 翔（横浜銀蝿）
- ズッキーニちゃん - 当時カンコンキンシアターに出演していた女優・小路川明子。
- ルビちゃん - ルビー・モレノ。
- 大泉の母

### 主なゲスト
独身男性ゲストとして長江健次が出演していた。

## ネット局
- 東京放送（現・TBSテレビ）
- 静岡放送
- 中部日本放送（現・CBCテレビ）
- RKB毎日放送

| TBS 日曜03:00 - 04:59枠 （『星期六我家的電視』第2部） | TBS 日曜03:00 - 04:59枠 （『星期六我家的電視』第2部）         | TBS 日曜03:00 - 04:59枠 （『星期六我家的電視』第2部） |
| 前番組                                                | 番組名                                                        | 次番組                                                |
| ----------------------------------------------------- | ------------------------------------------------------------- | ----------------------------------------------------- |
| ますこっとたわー （1991年4月13日 - 1992年3月28日）    | ルーキーショー・愛はかげろう （1992年4月4日 - 1992年9月26日） | ダイヤモンド・シアター （週替わり映画枠）             |